# Laurence St-Germain
Laurence St-Germain (Quebec, 30 de mayo de 1994) es una deportista canadiense que compite en esquí alpino. Ganó una medalla de oro en el Campeonato Mundial de Esquí Alpino de 2023, en la prueba de eslalon. 

## Palmarés internacional
| Campeonato Mundial | Campeonato Mundial           | Campeonato Mundial | Campeonato Mundial |
| Año                | Lugar                        | Medalla            | Prueba             |
| ------------------ | ---------------------------- | ------------------ | ------------------ |
| 2023               | Courchevel/Méribel (Francia) | Medalla de oro     | Eslalon            |